# 歡樂分隊
欢乐分队是一支英国摇滚乐队，于1976年在大曼彻斯特地区索爾福德组建。乐队原名为，成员有主唱伊恩·柯蒂斯、吉他手兼键盘手伯纳德·萨姆纳、贝斯手彼得·胡克和鼓手史蒂芬·莫里斯。
萨姆纳和胡克在听了一场性手枪的演唱会后组建了欢乐分队。乐队根植于朋克搖滾，在此基础上发展出的风格使他们成为了後朋克运动的先驱之一。1978年，他们自己发行了处女作。该唱片吸引了曼彻斯特电视名人托尼·威尔森（Tony Wilson）的关注，他的独立厂牌工厂唱片（Factory Records）签约了快乐小分队。乐队的首张专辑由马丁·汉内特（Martin Hannett）制作，在1979年发行，获得了乐评界赞誉。在此期间，柯蒂斯深受抑郁症和癫痫的困扰，还经历了婚姻失败等苦难。他在现场经常癫痫发作，出场演唱愈发不易。
1980年5月，在乐队开启首次美国巡演的前夜，23岁的柯蒂斯自杀身亡。乐队的第二张也是最后一张专辑在两个月后发行。该专辑以及先行单曲《Love Will Tear Us Apart》成为了乐队榜单成绩最好的作品，並在2005年入选全英音乐奖25年來最佳的全英单曲（British Song of Twenty Five Year）。在柯蒂斯死后，剩余成员以新秩序乐队之名继续前进，获得了艺术和商业上的成功。尽管快乐小分队只存在了不到四年时间，他们已被视为1970年代最有影响力的摇滚乐队之一。

## 历史

### 成立与队名来源（1976 - 1978）
伯纳德·萨姆纳和彼得·胡克是一对童年好友。1976年6月4日，他们观看了在曼彻斯特自由贸易厅上演的性手枪乐队演唱会。两人都受到了性手枪表演的启发。萨姆纳认为性手枪“摧毁了人们成为流行歌星的神话，摧毁了人们必须像神一样地崇拜某种类型音乐家的固有观念”。看完演唱会的第二天，胡克向他母亲借来35英镑买了一把贝斯。他们和也观看了性手枪演唱会的特里·梅森（Terry Mason）一起组成了乐队。萨姆纳买了一把吉他，梅森买了一套架子鼓。他们邀请自己的校友马丁·格雷斯蒂（Martin Gresty）成为主唱，但格雷斯蒂因为在工厂找到了工作而拒绝了，之后，乐队在曼彻斯特的维京唱片店登了一则寻找主唱的广告。他们之前在演出时认识的伊恩·柯蒂斯回应了广告，没有试音就被正式录用。萨姆纳曾评价说“我知道我们和他合作不会出问题，而这就是我们这个乐队的基石。如果我们喜欢一个人，他就能加入我们。”
乐队曾短暂使用过“华沙”（Warsaw）作为队名，作为对大卫·鲍伊的歌曲“Warszawa”的致敬。1977年5月29日，乐队以“Warsaw”名义在电动马戏团（Electric Circus）进行首演，作为 Buzzcocks、Penetration 和 John Cooper Clarke 的表演嘉宾。首演时，乐队的鼓手是两天前加入乐队的托尼·塔巴克（Tony Tabac）。
首演过后，保罗·莫利在《新音乐快递》上对乐队的评论使乐队立即获得了国家性的曝光，梅森成为了乐队的经纪人。1977年6月，史蒂夫·布鲁斯代尔（Steve Brotherdale）取代托尼·塔巴克成为了鼓手，因为布鲁斯代尔还是朋克乐队“the Panik”的成员，他试图挖角柯蒂斯加入 the Panik，还让柯蒂斯为其试音。1977年7月18日，乐队在奥尔德姆的 Pennine Sound Studios 录制了五首 Demo。由于乐队不喜欢布鲁斯代尔过于强势的性格，在录音会后不久决定将他解雇，当天，在从录音室回家的路上，乐队的其他成员突然停车，让布鲁斯代尔下车检查一下车有没有爆胎，然后趁着布鲁斯代尔下车的时候甩下他直接开走了。
1977年8月，乐队在一家唱片店的橱窗里张贴了一则寻找新鼓手的广告。史蒂芬·莫里斯作为唯一的应征者加入了乐队，莫里斯是柯蒂斯的校友，根绝柯蒂斯的妻子黛博拉·柯蒂斯（Deborah Curtis）回忆，莫里斯和乐队“有完美的相性”，并且有了莫里斯的加入，乐队成为了一个“完整的‘家庭’”。
同时，为了避免与伦敦朋克乐队“Warsaw Pakt”混淆，乐队在1978年初更名为“Joy Division”（快乐小队），该名取自于主唱伊恩·柯蒂斯曾阅读的一本于1955年出版的小说《玩偶之屋》（House of Dolls）。“Joy Division”在书中指的是纳粹集中营里被关押作为性奴的年轻女性。因此“快乐分裂”实际上是不准确的翻译，但是由于习惯，该名也作为乐队的一个译名在乐迷中传播。
1977年12月14日，乐队在 Pennine Sound Studio 录制了他们的首张EP《An Ideal for Living》，并于1978年的除夕夜，在利物浦的 Swinging Apple 进行演出，为了确保观众数量，乐队仍以“Warsaw”名义进行演出。1978年1月25日，乐队在曼彻斯特的 Pip's Disco 进行了首场“Joy Division”名义的演出。

### 早期作品（1978）
1978年初，RCA唱片与乐队洽谈合作，并邀请乐队在曼彻斯特翻唱录制诺兰·波特的“Keep on Keepin' On”。乐队在3月底至4月进行了作曲和排练。4月14日，乐队在曼彻斯特 {{link-en|Rafters 俱乐部|Rafters (nightclub)}的“Stiff/Chiswick Challenge”音乐会上进行表演，这场演出吸引了电视音乐节目主持人托尼·威尔森和经纪人罗布·格雷顿的注意。柯蒂斯曾斥责托尼·威尔森当时没有让乐队上他在 ITV格拉纳达的节目 Template:Linke-en，威尔森则回应说快乐分队将是他下一个要在电视上展示的乐队。格雷顿是当时的常驻 DJ，乐队的表演给他极其深刻的印象，以至于后来说服乐队让他成为乐队的新经纪人。后来，格雷顿“坚韧不拔的决心”被认为是乐队成功的重要原因，他帮助乐队在商业上取得的成果也给乐队提供了更好的创作基础。1978年5月的第一周，乐队在曼彻斯特的“Arrow Studios”进行了录制。由于乐队对 Grapevine Records 负责人约翰·安德森（John Anderson）坚持添加合成器来柔化声音的做法感到不满，开始要求与 RCA 解约。
1978年6月，乐队首张 EP《An Ideal for Living》被独立发行，两周后，他们在1977年10月演出时录制的现场单曲《At a Later Date》被收录在精选辑《Short Circuit: Live at the Electric Circus》。在音乐杂志《Melody Maker》的评论中，克里斯·布雷泽（Chris Brazier）称：“这张专辑有着像家庭唱片那种熟悉的粗糙感，但他们做出来的绝不是那种低品质的噪音——他们的音乐有着很多巧妙的构思，七个月后，他们可能会成为一支非常有趣的乐队。”《An Ideal for Living》的封面采用了希特勒青年团团员的形象，这种对纳粹元素的运用再加上乐队的队名来源引起了人们对于乐队政治立场的猜测。萨姆纳和胡克后来表示他们当时对法西斯主义很感兴趣，而莫里斯认为乐队与纳粹意象的亲近是因为他们想要铭记祖辈在二战期间所做出的牺牲。他认为指责他们有新纳粹主义倾向只会激发乐队“继续这么做，因为这就是我们这种人的做法”。
1978年9月20日，乐队在托尼·威尔森的介绍下终于登上 So It Goes，进行了“Shadowplay”的首演。同年10月，乐队与制作人马丁·汉内特一起录制了两首歌，收录于 EP《A Factory Sample》，这是托尼·威尔森的唱片公司 Factory Records 的第一张发行作品。在 NME 对该 EP 的评论中，保罗·莫利（Paul Morley）称乐队是在猫王和苏西与女妖之间的“纽带”。此时，在自行解除与 RCA 的合约后，乐队成为了 Factory Records 的合作艺人，而罗布·格雷顿被任命为乐队的代理人。12月27日，乐队刚刚结束一场在伦敦 Hope and Anchor 酒吧的演出，柯蒂斯在返回曼彻斯特的途中突然因严重的癫痫发作被送医。与此同时，乐队的事业发展迅速，柯蒂斯甚至登上了1979年1月13日的 NME 杂志封面。当月，乐队录制了为 BBC 广播一台 DJ 约翰·皮尔制作的演出。根绝柯蒂斯的妻子黛博拉·柯蒂斯（Deborah Curtis）回忆“在这两个重大事件之间，我们意识到，今后我们必须学会照顾伊恩的病。”

### 专辑《Unknown Pleasures》（1979）
1979年4月，乐队在斯托克波特的 Strawberry Studios 录制了首张专辑《Unknown Pleasures》。可是制作人马丁·汉内特最后的混音与乐队表演的效果相差甚远，这让乐队在当时很不满；然而，2006年，胡克在回忆时评价哈内特其实做得很好，还“创造了快乐分队的声音”。专辑封面由彼得·萨维尔设计，萨维尔与之后的快乐分队和新秩序乐队合作紧密，为之创作了大量设计作品。
6月15日，《Unknown Pleasures》正式发行，最初的10,000张唱片很快销售一空。托尼·威尔森认为快乐分队的成功将自己的独立唱片公司变成了真正的商业项目，并成为一个在主流唱片公司系统之外运作的“革命力量”。作家乔恩·萨维奇在为 Melody Maker 撰写的专辑评论中将《Unknown Pleasures》描述为“隐喻宣言”，并宣布它是“当年最好的英国白人录音室首专之一”。
1979年7月20日，乐队再次参加了ITV格拉纳达的演出，并于9月15日在英国广播公司第二台的Something Else节目进行了他们唯一一次全国电视演出。同年10月，乐队协助 Buzzcocks 一起进行了为期24场的英国巡演，这时，乐队的商业成功也让乐队成员通过音乐自给自足，辞去了原有工作。10月7日，乐队的非专辑单曲“Transmission”发行。乐队的成功吸引了一批在刻板印象中称为“穿着灰色大衣的年轻人”的忠实粉丝。

### 专辑《Closer》以及柯蒂斯的癫痫（1980）
1980年1月，乐队在欧洲进行了巡演。在紧张的行程下，柯蒂斯在巡演的最后两个月两次癫痫发作。同年3月，乐队在伦敦的 Britannia Row Studios 与马丁·汉内特一起录制了他们的第二张专辑《Closer》。同月，乐队还和法国独立唱片公司Sordide Sentimental合作发行了单曲“Licht und Blindheit”，其中A面为“Atmosphere”，B面为“Dead Souls”。
马丁·汉内特的制作得到了广泛好评。然而，和《Unknown Pleasures》一样，胡克和萨姆纳都对制作很不满意。胡克后来回忆，当他听到“Atrocity ExhibitionAtrocity Exhibition (Joy Division song)”的最终混音时，他因为原来歌中刺耳的音质被削弱了而感到很失望。他在回忆录中写道：“我当时非常沮丧，用手扶着头，想着‘天哪，这种事又发生了，马丁用他的 Marshall Time Waster（一种效果器）把吉他的声音彻底他妈的搞烂了，让吉他听起来跟勒死一只猫一样，对我来说绝对把这首歌给毁了。’我很生气地去找他理论，他转身跟我说让我滚蛋。”
同时，长时间缺乏睡眠和工作的疲劳加剧了柯蒂斯的病情，使他越来越难以控制自己的癫痫。他在演出时的癫痫发作越来越频繁，有些观众甚至把柯蒂斯的病情当作表演的一部分。这些病情让柯蒂斯又羞耻又抑郁，乐队也越来越担心柯蒂斯的身体情况。1980年4月7日，柯蒂斯通过过量服用自己的抗癫痫药物苯巴比妥来尝试自杀。隔天晚上，乐队被安排在伯利的德比音乐厅进行演出，但柯蒂斯身体状况太过糟糕，在经纪人格雷顿的坚持下，乐队在没有柯蒂斯的情况下与 Crispy Ambulance 乐队的 Alan Hempsall 和 A Certain Ratio 的 Simon Topping 进行了联合演出，可是当 Topping 在演出接近尾声时回到舞台，一些不满的观众开始向舞台扔瓶子。由于柯蒂斯糟糕的身体状况，当月其他几场欢乐分队的演出也取消了。5月2日，乐队在伯明翰大学的 High Hall 进行了最后一场现场演出，这是他们唯一一次在演出中演唱“Ceremony”——柯蒂斯最后创作的歌曲之一。

### 柯蒂斯的自杀和乐队重组（1980）
乐队原计划于1980年5月开始他们的首次北美巡演。柯蒂斯曾经表示对这次巡演非常兴奋，可是他也对美国观众对他的癫痫发作会有何反应感到焦虑。同时，他与妻子黛博拉的关系越来越紧张。1979年，柯蒂斯和比利时记者、音乐推广人 Annik Honoré 在乐队的欧洲巡演中相遇，随后两人就发生了婚外情。
1980年5月17日，在乐队美国巡演行程即将开始的前一天晚上，柯蒂斯回到了他在麦克尔斯菲尔德的家，与黛博拉进行交谈。他要求黛博拉放弃即将提起的离婚诉讼，并在他明天早上坐火车前往曼彻斯特之前让他一个人待一会儿。当晚，柯蒂斯没有睡觉，整晚都在听伊基·波普的专辑《The Idiot》和看维尔纳·赫尔佐克的电影《Stroszek》，随后于5月18日凌晨在厨房上吊自杀，当天，黛博拉在回家后发现了他的尸体。
柯蒂斯的自杀震惊了乐队的其余成员以及所有关注乐队的人。托尼·威尔森在2005年表示：“我认为没有想到他自杀的可能性是我们所有人的错误……我们最愚蠢的地方就是没认真对待柯蒂斯的问题，完全低估了潜在的风险。”音乐评论家西蒙·雷诺兹表示，柯蒂斯的自杀让他“马上成为了神话”。乔恩·萨维奇在讣告中说：“现在没有人会记得他在欢乐分队还柯蒂斯活着时创作的作品是什么样子了；人们会认为这是一种悲剧而不是勇敢。”1980年6月，Joy Division的新单曲“Love Will Tear Us Apart”发行，登上英国单曲排行榜第13位。1980年7月18日，乐队的第二张专辑《Closer》发行，登上英国专辑排行榜第6位。《新音乐快递》评论家Charles Shaar Murray评价：“《Closer》对任何猫王之后的音乐人来说都是一座宏伟的纪念碑，纪念碑上不仅刻着欢乐分队，也刻着伊恩·柯蒂斯。”
史蒂芬·莫里斯回忆，即使柯蒂斯没有去世，欢乐分队也不太可能坚持太久。在柯蒂斯去世前很久，乐队成员就已经达成了协议，如果有任何成员离开，剩下的成员都将更改乐队名称。柯蒂斯死后，乐队以伯纳德·萨姆纳为主唱，以“新秩序（New Order）”为名重组；之后，他们招募了莫里斯的女友吉莲·吉尔伯特作为新乐队的键盘手和第二吉他手。吉尔伯特和原乐队成员保持着良好的友谊，之前还在柯蒂斯无法出场的一次演出中担任了吉他手。
1981年，新秩序发行了柯蒂斯参与创作的首支单曲“Ceremony”。早期的新秩序乐队很难脱离欢乐分队的阴影，但是随后他们以一种更加欢快的电子舞曲化音乐风格获得了更大的商业成功。
一些欢乐分队从未发行的曲目和演唱会录音在乐队重组后被发行。1981年10月8日，包含许多未公开录音的专辑《Still》发行。1988年，Factory 发行了包含几首绝版单曲的精选辑Substance。1992年，Factory 破产后被 London Records 收购，London Records 在1995年发行了欢乐分队的精选辑《Permanent》，1997年，欢乐分队的收藏装大合辑《Heart and Soul》发行。

## 成员
- 伊恩·柯蒂斯 – 主唱、吉他手、口风琴手 (1976–1980)
- 伯纳德·萨姆纳 – 主音吉他手、键盘手、贝斯手、和声 (1976–1980)
- 彼得·胡克 – 贝斯手、吉他手、和声 (1976–1980)
- 特里·梅森 – 鼓手 (1976–1977)
- 托尼·塔巴克 – 鼓手 (1977)
- 史蒂夫·布鲁斯代尔 – 鼓手 (1977)
- 史蒂芬·莫里斯 – 鼓手、打击乐手 (1977–1980)

### 來源
1. ↑  , Manchester Evening News, 3 June 2016  [4 June 2020], （原始内容存档于2023-04-04）
2. 1 2 3 4 5  Savage, Jon. . Mojo. July 1994.
3. 1 2  Barrett, Christopher. . Music Week. 25 August 2007. （原始内容存档于4 January 2012）.
4. ↑  Ogg 2006，第571頁.
5. ↑  Curtis 1995，第42頁.
6. ↑  West 1984，第9–10頁.
7. ↑  Curtis 1995，第43–44頁.
8. 1 2 3  Gimarc 2005，第68頁.
9. ↑  Curtis 1995，第44頁.
10. ↑  Johnson 1984，第13頁.
11. ↑  West 1984，第10頁.
12. ↑  Gimarc 2005，第73頁.
13. ↑  Curtis 1995，第48頁.
14. 1 2  Ogg 2006，第572頁.
15. ↑  Ott 2004，第10頁.
16. ↑  Curtis 1995，第49頁.
17. ↑  Curtis 1995，第50頁.
18. 1 2  Reynolds 2005，第111頁.
19. ↑  Johnson 1984，第17頁.
20. ↑  Johnson 1984，第19頁.
21. ↑  Ott 2004，第33頁.
22. ↑  Curtis 1995，第61頁.
23. ↑  Johnson 1984，第24頁.
24. ↑  West 1984，第14頁.
25. ↑  Ott 2004，第42頁.
26. ↑  Gimarc 2005，第135頁.
27. ↑  Gimarc 2005，第141, 143頁.
28. ↑  Curtis 1995，第51–52, 140頁.
29. ↑  Brazier, Chris. . Melody Maker. 24 June 1978.
30. ↑  Curtis 1995，第54頁.
31. ↑  Hook, Peter. . Simon & Schuster. 2012: 129. ISBN 978-1-4711-4833-0.
32. ↑  Curtis 1995，第202頁.
33. ↑  Cook, Richard. . NME. 24 December 1983.
34. ↑  Morley, Paul. . NME. 31 March 1979.
35. ↑  Factory Records did not have record contracts, so Joy Division (and later New Order) were never actually signed to the label.
36. ↑  Gimarc 2005，第158頁.
37. 1 2   (DVD). LTM. 2006.
38. ↑  Curtis 1995，第69頁.
39. ↑  Curtis 1995，第71頁.
40. ↑  . Rolling Stone.   [28 April 2017]. （原始内容存档于2018-06-12）.
41. ↑  Wilkinson, Roy. . Mojo. 2006.
42. ↑  . classicalbumsundays.com. 26 April 2012  [2017-07-17]. （原始内容存档于2023-04-04） （美国英语）.
43. ↑  . Rolling Stone.   [2017-07-17]. （原始内容存档于2018-06-12）.
44. ↑  Savage, Jon. . Melody Maker. 21 July 1979  [25 August 2016]. （原始内容存档于2023-04-04）.
45. ↑  Reynolds 2005，第115頁.
46. ↑  Curtis 1995，第107頁.
47. 1 2  Raftery, Brian. . Spin. May 2005.
48. ↑  Gimarc 2005，第307頁.
49. ↑  Klien, Joshua. "Joy Division: Unknown Pleasures 的存檔，存档日期4 October 2013.". pitchfork.com. 29 October 2007. Retrieved 5 July 2015.
50. ↑  Hook 2013，第42頁.
51. ↑  Curtis 1995，第139頁.
52. ↑  Curtis 1995，第113頁.
53. ↑  Curtis 1995，第114頁.
54. ↑  Curtis 1995，第117頁.
55. 1 2  Morley, Paul; Thrills, Adrian. . NME. 14 June 1980.
56. ↑  . Joy Division: Concerts.   [22 November 2019]. （原始内容存档于2023-05-20）.
57. ↑  Reynolds 2005，第117頁.
58. ↑  Curtis 1995，第131–132頁.
59. ↑  Curtis 1995，第132頁.
60. ↑  Reynolds 2005，第118頁.
61. ↑  Savage, Jon. . Melody Maker. 14 June 1980.
62. ↑  Curtis 1995，第138頁.
63. ↑  Murrary, Charles Shaar. . NME. 19 July 1980.
64. ↑  Gale, Lee. . GQ. 29 March 2012  [19 August 2016]. （原始内容存档于2015-11-26）. 参数|magazine=与模板{{cite news}}不匹配（建议改用{{cite magazine}}或|newspaper=） (帮助)
65. ↑  Rambali, Paul. . July 1983: 30. |newspaper=被忽略 (帮助)
66. ↑  Ott 2004，第112頁.
67. ↑  Ankeny, Jason. . AllMusic.   [20 July 2013]. （原始内容存档于2023-03-15）.
68. ↑  Raggett, Ned. . AllMusic.   [20 July 2013]. （原始内容存档于2014-10-17）.

### 書目
- Curtis, Deborah. . London: Faber. 1995. ISBN 0-5711-7445-0.
- Gimarc, George. . Milwaukee: Backbeat Books. 2005. ISBN 0-8793-0848-6.
- Hook, Peter. . London: Simon & Schuster. 2013 [2012]. ISBN 978-1-4711-2980-3.
- Johnson, Mark. . London: Bobcat. 1984. ISBN 0-7119-1065-0.
- Ogg, Alex. . Cherry Red Books. 2006. ISBN 978-1-901-44765-1.
- Ott, Chris. . 33⅓. New York City: Bloomsbury Publishing USA. 2004. ISBN 1-4411-3555-3.
- Reynolds, Simon. . Penguin. 2005. ISBN 0-14-303672-6.
- Sumner, Bernard. . London: Bantam Press. 2014. ISBN 978-1-448-17132-3.
- West, Mike. . Todmorden: Babylon. 1984. ISBN 0-9071-8821-4.